# Pterozonium
Pterozonium,  rod papratnjača u porodici bujadovki. Pripada mu 14 priznatih vrsta, većina sa tepuima u južnoj Venezueli, pa na istok do Surinama, i na jugozapad do Kolumbije i sjevernog Perua.

## Vrste
1. Pterozonium brevifrons (A. C. Sm.) Lellinger
2. Pterozonium cyclophyllum (Baker) Diels
3. Pterozonium cyclosorum A. C. Sm.
4. Pterozonium elaphoglossoides (Baker) Lellinger
5. Pterozonium lineare Lellinger
6. Pterozonium maguirei Lellinger
7. Pterozonium paraphysatum (A. C. Sm.) Lellinger
8. Pterozonium reniforme (Mart.) Fée
9. Pterozonium retroflexum Mickel
10. Pterozonium scopulinum Lellinger
11. Pterozonium spectabile Maxon & A. C. Sm. ex A. C. Sm.
12. Pterozonium steyermarkii Vareschi
13. Pterozonium tatei A. C. Sm.
14. Pterozonium terrestre Lellinger

## Sinonimi
- Syngrammatopsis Alston